# To Blue Horizons
To Blue Horizons è il decimo album in studio del gruppo musicale tedesco Bad Boys Blue, pubblicato nel 1994.

## Tracce
1. Luv 4 U (Radio Mix) – 3:42
2. Go Go (Love Overload) – 3:45
3. Take a Chance – 3:58
4. Is It You? – 3:26
5. What Else? (Radio Mix) – 3:12
6. Grand Illusion – 3:42
7. Prove Your Love – 3:27
8. One More Kiss – 3:34
9. It Was Only Love – 3:41
10. Say You'll Be Mine – 3:44
11. Love's Not Always Like Paradise – 3:43

## Formazione
- John McInerney
- Andrew Thomas